# Palaeoloxodon naumanni

Palaeoloxodon naumanni (лат.) — вымерший вид рода Palaeoloxodon, обитавший в конце плейстоцена, в Восточной Азии, от 350 тыс. до 20 тыс. лет назад. Он был назван в честь Генриха Эдмунда Наумана, который обнаружил окаменелости в Йокосуке (Канагава, Япония).

## Описание
Elephas naumanni был родственен современным азиатским слоном. Как и шерстистый мамонт, этот слон имел толстый слой подкожного жира и был адаптирован к низким температурам, но был более теплолюбивым, чем шерстистый мамонт. Он имел пару витых бивней и выпуклость на голове. Его бивни достигали 2,4 м в длину и 20 см в диаметре. Он был немного меньше современного азиатского слона и был от 2,5 м до 3 м в высоту. Обитал в смешанных лесах, в регионах с умеренным климатом, южнее, чем шерстистый мамонт. Его предок, вероятно, перешёл из Евразии в Японию во время снижения уровня мирового океана в ледниковый период. На Elephas naumanni охотилось местное население того времени. Некоторые окаменелости были найдены в районе озера Нодзири вместе с большим количеством каменных и костяных орудий.
Вымер в конце плейстоцена (25-20 тыс. лет назад), причинами вымирания могут являться чрезмерная охота первобытных людей, а также перемены (похолодание) климата в LGM.

## Открытие и номенклатура
В 1860 году были найдены первые останки. Науман классифицировал их как Elephas namadicus Falconer & Cautley. В 1924 году Дзиро Макияма исследовал окаменелости, найденные в Хамамацу, и выделил отдельный подвид Elephas namadicus naumanni. Тадао Камэи определил Elephas namadicus naumanni как отдельный вид — Palaeoloxodon naumanni. Иногда его называют Elephas naumanni.